# Rekenwonder
Een rekenwonder is iemand die uitzonderlijk goed is in hoofdrekenen. Het is geen beschermde naam: iedereen kan zichzelf rekenwonder noemen.
Het is niet bekend hoeveel rekenwonders de wereld telt. Op de internetforums voor rekenwonders zijn niet meer dan 50 mannen actief, vrouwelijke rekenwonders hebben zich daar nog niet gemeld.
Er zijn diverse wedstrijden waar rekenwonders onderling strijden:
- Mind Sports Olympiad (jaarlijks)
- World Cup Mental Calculations (twee-jaarlijks)

## Lijst van rekenwonders
- Alexander Aitken
- André-Marie Ampère
- George Parker Bidder
- Willem Bouman
- Jedediah Buxton
- Zerah Colburn
- Johann Zacharias Dase
- Peter M. DeshongM.
- Herbert de Grote
- Shakuntala Devi
- Pericles Diamandi
- Willis Dysart
- Hans Eberstark
- Leonhard Euler
- Salo Finkelstein
- Thomas Fuller
- Carl Friedrich Gauss
- Arthur F. Griffith
- William Rowan Hamilton
- Jacques Inaudi
- Willem Klein
- Daniel McCartney
- John von Neumann
- Srinivasa Aaiyangar Ramanujan
- Bernhard Riemann
- Gottfried Ruckle
- Truman Henry Safford
- Igor Shelushkov
- John Wallis

## Leren rekenen
Onder de naam Rekenwonders is een methode beschikbaar voor het rekenonderwijs op de basisschool.
Leerlingen leren rekenen op de manier van de Singapore rekendidactiek. De naam Rekenwonders is gekozen omdat de Singaporese leerlingen al tientallen jaren tot de beste rekenaars ter wereld horen. Verwachting is dat Nederlandse en Vlaamse leerlingen die zo leren rekenen even grote 'rekenwonders' worden. 
De methodiek is al eerder in landen buiten Singapore succesvol gebleken.